# Cyriel Van Hulle (Vladslo)
Cyriel Van Hulle was een Belgisch politicus. Hij was burgemeester van Vladslo.

## Levensloop
Van Hulle was burgemeester van Vladslo van 21 augustus 1947 tot 31 december 1952. Hij volgde in deze functie waarnemend burgemeester Jules Maertens op, zelf werd hij opgevolgd door Marcel Decoster.